# 이솔라델그란사소디탈리아
이솔라델그란사소디탈리아(이탈리아어: Isola del Gran Sasso d'Italia)는 이탈리아 아브루초주 테라모도에 위치한 코무네다. 그란산소 에 몬티델라라가 국립공원에 위치한다.